# Mohi Rezső
Mohi Rezső Pál Miksa (született Mayer Rudolf; Garamszentkereszt, 1888. január 15. – Budapest, 1981. augusztus 20.) magyar bányamérnök, a műszaki tudományok kandidátusa, a Magyar Általános Kőszénbánya Rt. első technikai doktora, a tatabányai szénbányászat meghatározó alakja.

## Életpálya
Mohi Rezső a felvidéki Garamszentkereszten született. Édesapja, Mayer Miksa is bányász volt. Iskoláit Zólyomban, majd Körmöcbányán végezte, majd művészi pályára készült: a budapesti Képzőművészeti Főiskola hallgatója lett, de anyja tanácsára – aki csak akkor támogatta volna festői ambícióit, ha kivételes tehetséget érez magában – végül a bányamérnöki pályát választotta. Az édesapja előbb egy év gyakorlati munkára küldte a Rozsnyó melletti bányába, hogy a föld alatti munka valóságát ismerje meg. Ez az élmény egész életére meghatározó hatással volt.
Tanulmányait a selmecbányai Bányászati és Erdészeti Főiskolán folytatta, ahol 1913-ban végbizonyítványt, majd 1918-ban bányamérnöki oklevelet szerzett. Mérnöki gyakornoki idejét Erdélyben, a Szurdoki, illetve Borsodban, a királdi Szénbányákban töltötte. Katonai szolgálata idején – az első világháború alatt – mérnökkari tisztként szolgált, és a brassói Keresztényfalván kiváló minőségű feketeszenet tárt fel. 1918-ban a Sajókazinci Szénbánya üzevezetője lett.
1919-ben Rehling Konrád, a Magyar Általános Kőszénbánya Rt. vezérigazgatója Tatabányára hívta, ahol előbb üzemvezető, majd 1942-től műszaki igazgató lett. Rehling presztízskérdésnek tartotta, hogy a vállalatnak legyen tudományos fokozattal rendelkező mérnöke: Mohi 1936-ban műszaki doktori címet, 1939-ben pedig technikai egyetemi doktori címet szerzett – elsőként a MÁK Rt. mérnökei közül.

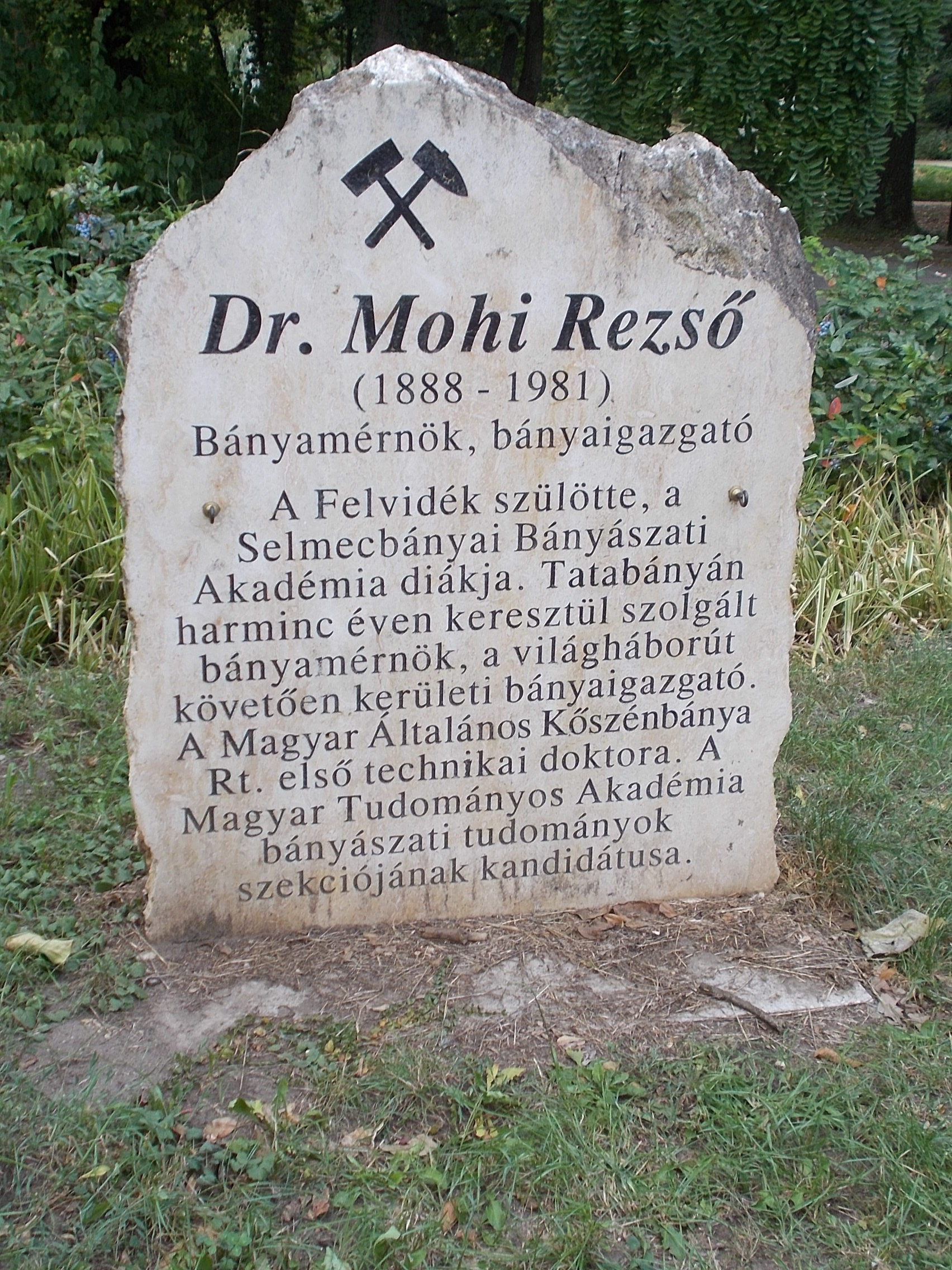
Emlékmű a Ligeti-tó parkjában

A második világháborút követően, 1945. május 27-én a tatabányai bányászok támogatásával a szénbányászat újraindítását vezette, mint a kerületi bányaigazgató. Az 1945-1948 közti időszakban a romokból kellett újjászerveznie a széntermelést. Napi 280 vagonról 500 vagonra növelték a termelést, többek között a bánhidai szénmezők bekapcsolásával. Legnagyobb műszaki kihívása a VI-os és VII-es aknák víztelenítése volt, amely 1947-re sikerrel zárult. A bányák államosítását követően 1948-ban Budapestre rendelték, az újonnan alakult Aknamélyítő Vállalat vezérigazgatója lett. A politikai koncepciós perek idején, 1952-ben őt is letartóztatták. Bántalmazták és ítélet nélkül két éven át börtönben tartották. 1954-ben szabadult és rehabilitálták. Előbb Dorogon, majd a fővárosban dolgozott ismét. 1952-ben a Magyar Tudományos Akadémia a műszaki tudományok kandidátusává avatta. 1954-től 1961-es nyugdíjazásáig a Bányászati Kutató Intézet és a Bányászati Tervező Intézet vezető főmérnöke, generáltervezője volt, feladata új magyarországi bányák feltárásának irányítása lett.
Nevéhez köthető több műszaki újítás, köztük az iszaptömedékelés új gátolási eljárása. Tudományos munkásságát 46 közlemény, valamint számos bányászati szakkönyv és szabadalom fémjelzi. Eredményei közé tartozik a bánhidai levetődött széntelepek termelésbe kapcsolása, az aknapillér fejtés fejlesztése, valamint a bányaműveletek külszíni hatásainak vizsgálata. Rendszeresen tartott előadásokat egyetemeken, több alkalommal a párizsi Sorbonne-on is, francia nyelven.
Még nyugdíjas éveiben is aktívan dolgozott, szakfordítói tevékenységet végzett, és a bányászat történetének dokumentálásán fáradozott. Utolsó kívánsága volt, hogy temetésén szólaljon meg a Bányászhimnusz – ezt a tatabányai bányászzenekar és férfikórus teljesítette. 1981. augusztus 20-án hunyt el Budapesten. Búcsúztatását a Farkasréti temetőben tartották, de végakarata szerint szeptember 11-én Rozsnyón helyezték örök nyugalomra.

## Családja
Első feleségétől elvált, majd házasságot kötött aknaszlatinai György Albert bányamérnök lányával, György Erzsébettel (1901–1967). Két fiuk született, egyikük bányamérnök, másikuk jogász-diplomata lett.

## Emlékezete
- Tatabányán 2013-ban utcát neveztek el róla.[9][10][11]
- 2019-ben a Tatabányai Múzeum Bányászati és Ipari Sknazenében termet avattak fel a nevével.
- A tatabányai Ligeti tó parkjában emlékmű áll tiszteletére.[12]